# Koiluoto
Koiluoto (del ruso: Койлуото), en finés: Koiluoto  es el nombre que recibe una isla en la bahía de Virolahti del golfo de Finlandia, en el mar Báltico, dividida por una línea fronteriza entre  Finlandia (oeste ocupa la mayor parte) y la Federación de Rusia (este).
La isla tiene unos 200 metros de largo y alrededor de 110 m de ancho. En la isla hay dos colinas, 2,9 y 3,1 metros respectivamente. Es una de las islas dividida entre dos países más pequeña del mundo.